# Guillon (tổng)
Tổng Guillon là một tổng của Tỉnh của Yonne của Pháp.
Cuộc cải cách các tổng năm 1926 không ảnh hưởng đến tổng này.

## Phân chia hành chính
Tổng Guillon bao gồm các xã:
- Bierry-les-Belles-Fontaines;
- Cisery;
- Cussy-les-Forges;
- Guillon;
- Marmeaux;
- Montréal;
- Pisy;
- Saint-André-en-Terre-Plaine;
- Sainte-Magnance;
- Santigny;
- Sauvigny-le-Beuréal;
- Savigny-en-Terre-Plaine;
- Sceaux;
- Thizy;
- Trévilly;
- Vassy;
- Vignes.

## Hành chính
| Danh sách các tổng ủy viên             |           |     |      |         |
| Giai đoạn                              | Giai đoạn | Tên | Đảng | Tư cách |
| 1994                                   | 2001      | -   | UDF  |         |
| 2001                                   |           | -   | DVD  |         |
| Tất cả các dữ liệu trước đây không rõ. |           |     |      |         |